# Somerset West
Somerset West (Afrikaans: Somerset-Wes) is een dorp met 55.000 inwoners, in de fusiegemeente Stad Kaapstad, provincie West-Kaap. Het dorp ligt in de Helderbergregio (formeel Hottentots-Holland geheten), zo'n 50 kilometer ten zuidoosten van Kaapstad en 10 kilometer van Strand.
Het dorp ligt in de buurt van verschillende stranden, waarvan het dichtstbijgelegen strand van Strand op 6 kilometer van het centrum van het dorp ligt.
Het dorp wordt overschaduwd door de imposante Helderberg, onderdeel van de Hottentots Hollandbergen.
Het dorp is in 1882 gesticht en naar de gouverneur van de Kaapkolonie van 1814 tot 1826, lord Charles Somerset (1763-1831) vernoemd.

## Subplaatsen
Het nationaal instituut voor de statistiek, Stats SA, deelt sinds de census 2011 deze hoofdplaats in in 75 zogenaamde subplaatsen (sub place), waarvan de grootste zijn:
Andas Estate • Cherrywood Gardens • Die Wingerd • Firgrove • Golden Acre • Heldervue • Longdown Estate • Parel Vallei • Roundhay • Sir Lowry's Pass • Somerset Ridge.

## Educatie
Het dorp heeft verschillende faciliteiten voor basis- en voortgezet onderwijs.
Basisscholen
- Somerset House
- Somerset College
- Somerset Private
- Helderberg Primary School/High School
- De Hoop Laërskool/Primary
- Beaumont Laërskool/Primary
- Somerset West Primary

Middelbare scholen
- Hoërskool Hottentots Holland High School
- Hoërskool Parel Vallei High School

## Lijst van omliggende dorpen
- Spanish Farm
- Jacques Hill
- Land en Zeezicht

## Trivia
- De voertuigenregistratiecode voor Somerset West is CFM.
- De postcode voor S-W is 7130 voor adressen, en 7129 voor brievenbussen.